# Société Sibelius de Finlande
La Société Sibelius (finnois : Sibelius-Seura ry) est une société finlandaise consacrée à la musique du compositeur Jean Sibelius.

## Présentation
La Société Sibelius est créée en décembre 1957. 
En 1974, la Société et le ministère de l'Éducation  et de la Culture ont transformé la maison Ainola du compositeur en musée. 
Depuis 1965, la société et l'académie Sibelius organisent tous les cinq ans  le Concours international de violon Jean Sibelius
Depuis 1965, la société délivre chaque année la médaille Sibelius.

## Présidents
- Lauri Aadolf Puntila (fi) (1957–1961)
- Severi Saarinen (1961–1963)
- J. E. Niemi (1964–1968)
- Roger Lindberg (1968–1975)
- Matti Raatikainen (1975–1982)
- Fabian Dahlström (fi) (1983–1990)
- Olavi Luokomaa (1991–2000)
- Esko Häkli (fi) (2001–2008)
- Lauri Tarasti (2009–2016 )
- Lauri Ratia, (2016– )